# Embryo (chanson)
 (mai 2020).
Si vous disposez d'ouvrages ou d'articles de référence ou si vous connaissez des sites web de qualité traitant du thème abordé ici, merci de compléter l'article en donnant les références utiles à sa vérifiabilité et en les liant à la section « Notes et références ».
Pour les articles homonymes, voir Embryo.
Embryo, parfois intitulée The Embryo, est une chanson du groupe Pink Floyd, écrite et composée par Roger Waters et chantée par David Gilmour. 

## Analyse
Les paroles de la chanson Embryo évoquent les perceptions d'un embryon dans le ventre de sa mère, au fur et à mesure de son développement : la chanson s'achève sur ces paroles « I will see the sunshine glow » (« Je verrai le soleil briller »).
Elle apparaît en 1970, dans une compilation de chansons de plusieurs artistes sortie sur le label Harvest, intitulé Psychedelic Picnic: A Breath of Fresh Air. Cette version studio dure 4:27 et est très douce, acoustique, chantée par David Gilmour. Elle se conclut sur un solo d'orgue et des paroles indistinctes prononcées sur un ton très aigu par Roger Waters. Cette version courte, qui apparaît dans la compilation Works, sortie en 1983.
Embryo est par la suite très régulièrement interprétée en concert en 1970 et 1971. Avec l'adjonction d'une guitare électrique, la chanson devient plus rock et énergique, à l'instar de Cymbaline, et s'étire souvent sur une dizaine de minutes. Le chant est assuré par David Gilmour et Rick Wright. Puis la guitare exprime vigoureusement le thème, avant de laisser l'orgue prendre seul le relais. Des rires d'enfants complètent le tableau, bientôt recouverts par des sons entre les cris d'oiseaux et le chant de baleines, issus de la guitare de Gilmour, les mêmes que l'on entend dans la séquence du vent, au début de la seconde moitié de Echoes (Gilmour a trouvé cet effet par hasard, en branchant sa pédale à l'envers). Le caractère tourmenté et presque violent de cette orchestration contraste avec la douceur des paroles.
Embryo est jouée pour la dernière fois en public le 20 novembre 1971. Elle apparaît dans la compilation The Early Years 1965-1972 jouée live pour une durée de dix minutes onze secondes.

## Performances live
Le premier exemple connu d'Embryo joué en direct était le 18 janvier 1970, à Croydon. C'était beaucoup plus long que la durée due la version studio, douze minutes. Cela ressemblait plus à l'arrangement en studio, avec Gilmour jouant la partie rythmique acoustique à la guitare électrique et Wright jouant les parties de piano et d'orgue au vibraphone. Il s'est terminé par une reprise du premier couplet.
La prochaine version enregistrée de la chanson a  été joué le 11 février 1970, à Birmingham. À ce moment-là, il avait atteint le stade auquel il resterait pour le reste de son existence. Cela durait au moins 12 minutes environ, mais la section jam était souvent prolongée et la chanson pouvait durer jusqu'à environ 25 minutes. Wright est passé du vibraphone à l'orgue Hammond, Gilmour a joué un rôle principal distinct (rendant l'arrangement moins doux et plus comme une chanson rock), et ainsi qu'une reprise a ajouté une nouvelle section de musique au milieu de la chanson. Après le deuxième couplet, Roger Waters a ouvert la section jam avec un simple ostinato de basse jouant la gamme blues. Au lieu du gazouillis de Roger Waters sur la version studio, un magnétophone de la table d'harmonie a reproduis des cris d'enfants qui s'amusent pendant que le groupe continuait à jouer. Vers la fin de la section, David Gilmour a créé le fameux effet "whalesong" (en inversant les câbles sur sa pédale wah-wah). Cet effet apparaîtrait beaucoup plus en évidence et célèbre dans "Echoes", un an plus tard.
À certaines occasions, pour diverses raisons, la cassette "enfants" n'a pas été diffusée. Cela était généralement remplacé par Roger Waters faisant divers grincements et cris dans son micro vocal réverbéré (similaire à ceux de "Plusieurs espèces de petits animaux à fourrure rassemblés dans une grotte et rainurant avec un picte").
"Embryo" a été joué dans la plupart des spectacles du 18 janvier 1970 au 20 novembre 1971.

## Musiciens
- David Gilmour – chant, chœurs, guitare acoustique, guitare électrique
- Richard Wright – Orgue Hammond
- Roger Waters – basse, effets sonores
- Nick Mason – batterie